# Bundera nigricana
Bundera nigricana är en insektsart som beskrevs av Li och Wang. Bundera nigricana ingår i släktet Bundera och familjen dvärgstritar. Inga underarter finns listade i Catalogue of Life.